# Eustala photographica
Eustala photographica Mello-Leitão, 1944 è un ragno appartenente alla famiglia Araneidae.

## Caratteristiche
L'olotipo femminile rinvenuto ha dimensioni: cefalotorace lungo 1,7 mm, largo 1,5 mm; la formula delle zampe è 1243.

## Distribuzione
La specie è stata rinvenuta in località del Brasile, Uruguay e Argentina: la località argentina dell'olotipo è Punta Chica, nella provincia di Buenos Aires.

## Tassonomia
Al 2014 non sono note sottospecie e dal 2010 non sono stati esaminati nuovi esemplari.